# Verklaring der Verenigde Volkeren
De Verklaring der Verenigde Volkeren of Verklaring van de Verenigde Naties (Engels: Declaration by United Nations), is een belangrijke strategische internationale overeenkomst tussen tientallen landen wereldwijd, met afspraken over grondbeginselen, onderlinge verhoudingen en na te streven gedrag en ondersteuning tijdens en na de Tweede Wereldoorlog. Het verdrag werd tussen 1942 en 1945 ondertekend door de diplomatieke vertegenwoordigers van 47 landen. Op nieuwjaarsdag 1942, tijdens de Arcadiaconferentie, ondertekenden de geallieerde Big Four, het Verenigd Koninkrijk van Groot-Brittannië en Ierland, de Verenigde Staten, de Sovjet-Unie en China een document dat later bekend werd als de Verklaring der Verenigde Volkeren (of Verenigde Naties), de volgende dag voegden de vertegenwoordigers van 22 andere landen hun handtekeningen toe.
De oorspronkelijke ondertekenaars op de tweede dag, 2 januari 1942, waren de vier dominions van het Britse Gemenebest, Australië, Canada, Nieuw-Zeeland en Zuid-Afrika; acht Europese regeringen in ballingschap, België, Tsjechoslowakije, Griekenland, Luxemburg, Nederland, Noorwegen, Polen en Joegoslavië; negen landen in Noord- en Zuid-Amerika, Costa Rica, Cuba, Dominicaanse Republiek, El Salvador, Guatemala, Haïti, Honduras, Nicaragua en Panama; en één niet-onafhankelijke natie, de door de Britten benoemde regering van India.
Deze groep verving de na de Eerste Wereldoorlog bij het Verdrag van Versailles opgerichte Volkenbond (League of Nations).
Aan deze gebeurtenis ging onder meer de vaststelling van grondbeginselen in het Atlantisch Handvest (1941) vooraf. De Verklaring der Verenigde Volkeren was een verdere stap op weg naar oprichting van de internationale organisatie de Verenigde Naties (VN) op 26 juni 1945 in San Francisco, waar 50 landen het Handvest van de Verenigde Naties ondertekenden.

## Achtergrond
De geallieerden van de Tweede Wereldoorlog drukten voor het eerst hun principes en visie voor de wereld na de Tweede Wereldoorlog uit in de Verklaring van St. James's Palace in juni 1941. De Anglo-Sovjet overeenkomst werd ondertekend in juli 1941 en vormde een alliantie tussen de twee landen. Het Atlantisch Handvest werd een maand later goedgekeurd.

## Opstellen van de verklaring

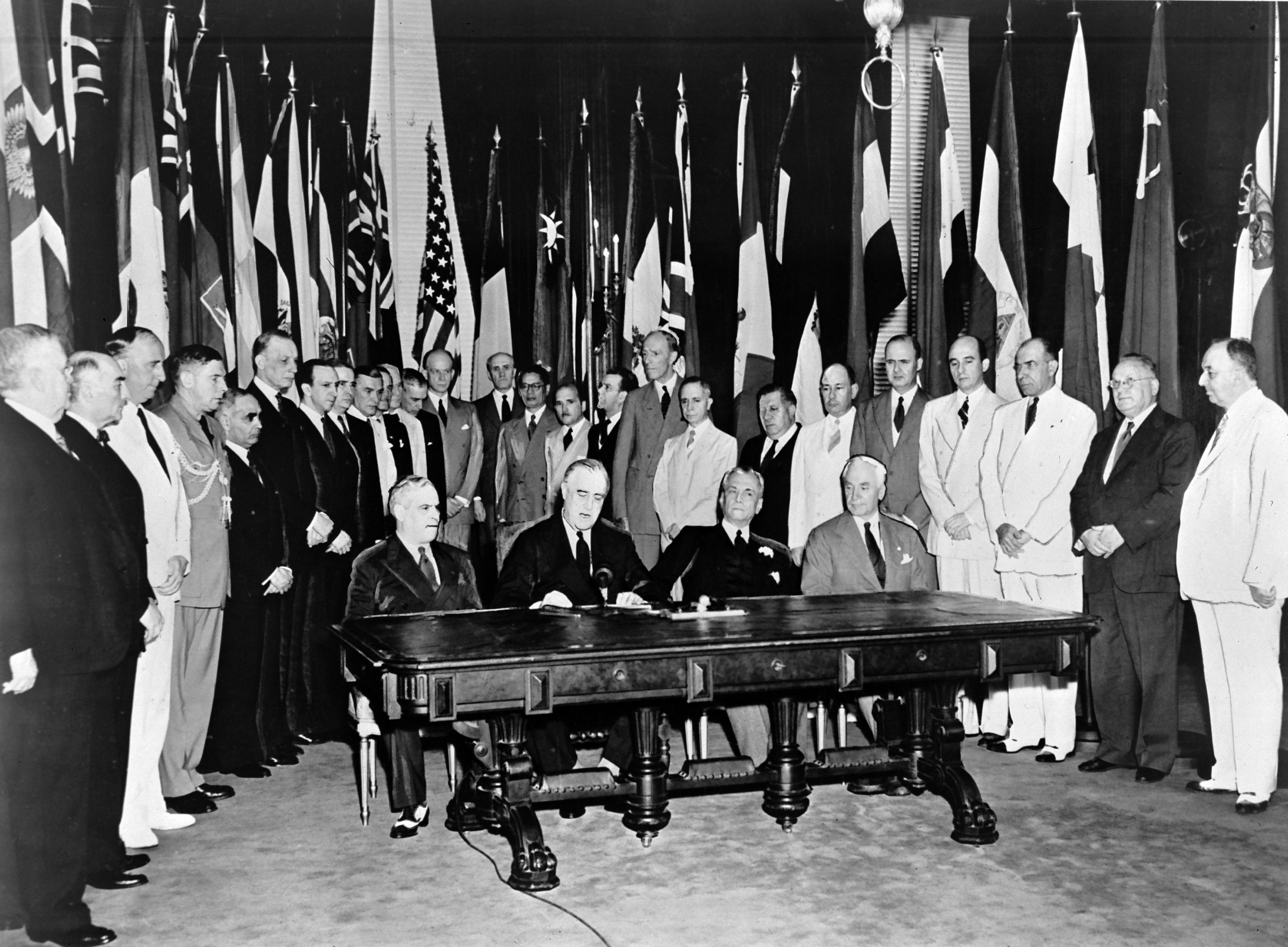
Vertegenwoordigers van 26 geallieerde naties die tegen de asmogendheden vochten, kwamen bijeen in Washington, D.C., om hun steun voor het Atlantisch Handvest te beloven door de Verklaring der Verenigde Volkeren op 1 januari 1942 te ondertekenen. Het document bevatte het eerste officiële gebruik van de term "United Nations", die werd voorgesteld door de Amerikaanse president Franklin Delano Roosevelt (zittend, tweede van links).

De verklaring der Verenigde Volkeren werd opgesteld in het Witte Huis op 29 december 1941 door de Amerikaanse president Franklin D. Roosevelt, de Britse premier Winston Churchill en de Roosevelt-assistent Harry Hopkins. Het nam Sovjet-suggesties op, maar liet geen rol voor Frankrijk. Roosevelt bedacht voor het eerst de term "United Nations" om de geallieerde landen te beschrijven. Roosevelt suggereerde "United Nations" als alternatief voor de naam "Associated Powers" (de VS was nooit formeel lid van de geallieerden van de Eerste Wereldoorlog, maar ging de oorlog in 1917 in als een zelfbenoemde "Associated Power"). Churchill accepteerde het en merkte op dat de uitdrukking werd gebruikt door Lord Byron in het gedicht Childe Harold's Pilgrimage (Stanza 35). De term werd voor het eerst officieel gebruikt op 1-2 januari 1942, toen 26 regeringen de verklaring ondertekenden. Een belangrijke verandering ten opzichte van het Atlantisch Handvest was de toevoeging van een bepaling voor godsdienstvrijheid, die Stalin goedkeurde nadat Roosevelt erop had aangedrongen.
De Verklaring der Verenigde Volkeren was de basis van de moderne Verenigde Naties. De term "United Nations" werd synoniem tijdens de oorlog met de geallieerden en werd beschouwd als de formele naam waaronder ze vochten. De tekst van de verklaring bevestigde het perspectief van de ondertekenaars "dat volledige overwinning op hun vijanden essentieel is om het leven, de vrijheid, de onafhankelijkheid en de godsdienstvrijheid te verdedigen, en om de mensenrechten en rechtvaardigheid in hun eigen land en in andere landen te behouden, en dat zij nu verwikkeld zijn in een gemeenschappelijke strijd tegen wrede en wrede krachten die de wereld willen onderwerpen". Het principe van "volledige overwinning" schiep een vroeg precedent voor het geallieerde beleid om de "onvoorwaardelijke overgave" van de asmogendheden te verkrijgen. De nederlaag van het "Hitlerisme" vormde het overkoepelende doel en vertegenwoordigde een gemeenschappelijk geallieerd perspectief dat de totalitaire militaristische regimes die Duitsland, Italië en Japan regeerden niet van elkaar te onderscheiden waren. De verklaring "handhaafde bovendien de wilsoniaanse principes van zelfbeschikking", waardoor de Amerikaanse oorlogsdoelen in beide wereldoorlogen met elkaar werden verbonden.
Tegen het einde van de oorlog waren 21 andere staten tot de verklaring toegetreden, waaronder de Filipijnen (een niet-onafhankelijk, Amerikaans gemenebest op dat moment), Frankrijk, elke Latijns-Amerikaanse staat behalve Argentinië, en de verschillende onafhankelijke staten van het Midden-Oosten en Afrika. Hoewel de meeste kleine asmogendheden van kant waren gewisseld en zich tegen het einde van de oorlog bij de Verenigde Naties hadden aangesloten als mede-oorlogvoerende partijen tegen Duitsland, mochten ze niet toetreden tot de verklaring. Het bezette Denemarken ondertekende de verklaring niet. Vanwege het felle verzet na 1943, en omdat de Deense ambassadeur Henrik Kauffmann zich had uitgesproken voor de verklaring van alle vrije Denen, werd Denemarken desalniettemin uitgenodigd als een van de bondgenoten in de Conferentie van San Francisco in maart 1945.

## Verklaring

Verklaring der Verenigde Volkeren
EEN GEMEENSCHAPPELIJKE VERKLARING VAN DE VERENIGDE STATEN VAN AMERIKA, HET VERENIGD KONINKRIJK VAN GROOT-BRITTANNIË EN NOORD-IERLAND, DE UNIE VAN SOCIALISTISCHE SOVJETREPUBLIEKEN, CHINA, AUSTRALIË, BELGIË, CANADA, COSTA RICA, CUBA, TSJECHO-SLOWAKIJE, DOMINICAANSE REPUBLIEK, EL SALVADOR, GRIEKENLAND, GUATEMALA, HAÏTI, HONDURAS, INDIA, LUXEMBURG, NEDERLAND, NIEUW-ZEELAND, NICARAGUA, NOORWEGEN, PANAMA, POLEN, ZUID-AFRIKA, JOEGOSLAVIË
De Regeringen die deze Verklaring ondertekenen,
Hebbende onderschreven een gemeenschappelijk programma van doeleinden en grondbeginselen vervat in de Gemeenschappelijke Verklaring van de President van de Verenigde Staten van Amerika en de Eerste Minister van het Verenigd Koninkrijk van Groot-Brittannië en Noord-Ierland, van de 14e augustus 1941, bekend als het „Atlantic Charter”.
Ervan overtuigd, dat een volledige overwinning van hun vijanden noodzakelijk is om het leven, de vrijheid, de onafhankelijkheid en de vrijheid van godsdienst te verdedigen, en om de rechten van de mens en de rechtvaardigheid zowel in hun eigen land als in andere landen in stand te houden, en dat zij nu in een gemeenschappelijke strijd gewikkeld zijn tegen barbaarse en onmenselijke machten die de wereld trachten te onderwerpen, verklaren:
(I) Iedere Regering verbindt zich al haar militaire en economische hulpbronnen te gebruiken tegen die leden van het Pact van Drie en zijn aanhangers waarmede een zodanige Regering zich in oorlog bevindt.
(II) Iedere Regering verbindt zich samen te werken met de Regeringen die deze Verklaring ondertekenen en geen afzonderlijke wapenstilstand of vrede te sluiten met de vijanden.
Bij bovenstaande Verklaring kunnen die andere volkeren zich aansluiten die belangrijke steun en bijdragen leveren, of zullen leveren, in de strijd voor de overwinning op het Hitlerdom.
Gedaan te Washington, de 1e januari 1942.

## Ondertekenaars
| Oorspronkelijke ondertekenaars                     | Oorspronkelijke ondertekenaars                                                                                 |
| -------------------------------------------------- | --- |
| Grote Vier (Big Four)                              | - Verenigde Staten - Verenigd Koninkrijk - Sovjet-Unie - China                                                 |
| Heerschappij van het Britse Gemenebest             | - Australië - Canada - Nieuw-Zeeland - Zuid-Afrika                                                             |
| Onafhankelijke landen in Noord- en Zuid-Amerika    | - Costa Rica - Cuba - Dominicaanse Republiek - El Salvador - Guatemala - Haïti - Honduras - Nicaragua - Panama |
| Europese regeringen-in-ballingschap                | - België - Griekenland - Joegoslavië - Luxemburg - Nederland - Noorwegen - Polen - Tsjecho-Slowakije           |
| Niet-onafhankelijke onderdanen van het Britse Rijk | India |
| Latere ondertekenaars                              | |
| 1942                                               | - Ethiopië - Mexico - Filipijnen                                                                               |
| 1943                                               | - Bolivia - Brazilië - Colombia - Iran - Irak                                                                  |
| 1944                                               | - Frankrijk - Liberia                                                                                          |
| 1945                                               | - Chili - Ecuador - Egypte - Libanon - Paraguay - Peru - Saoedi-Arabië - Syrië - Turkije - Uruguay - Venezuela |

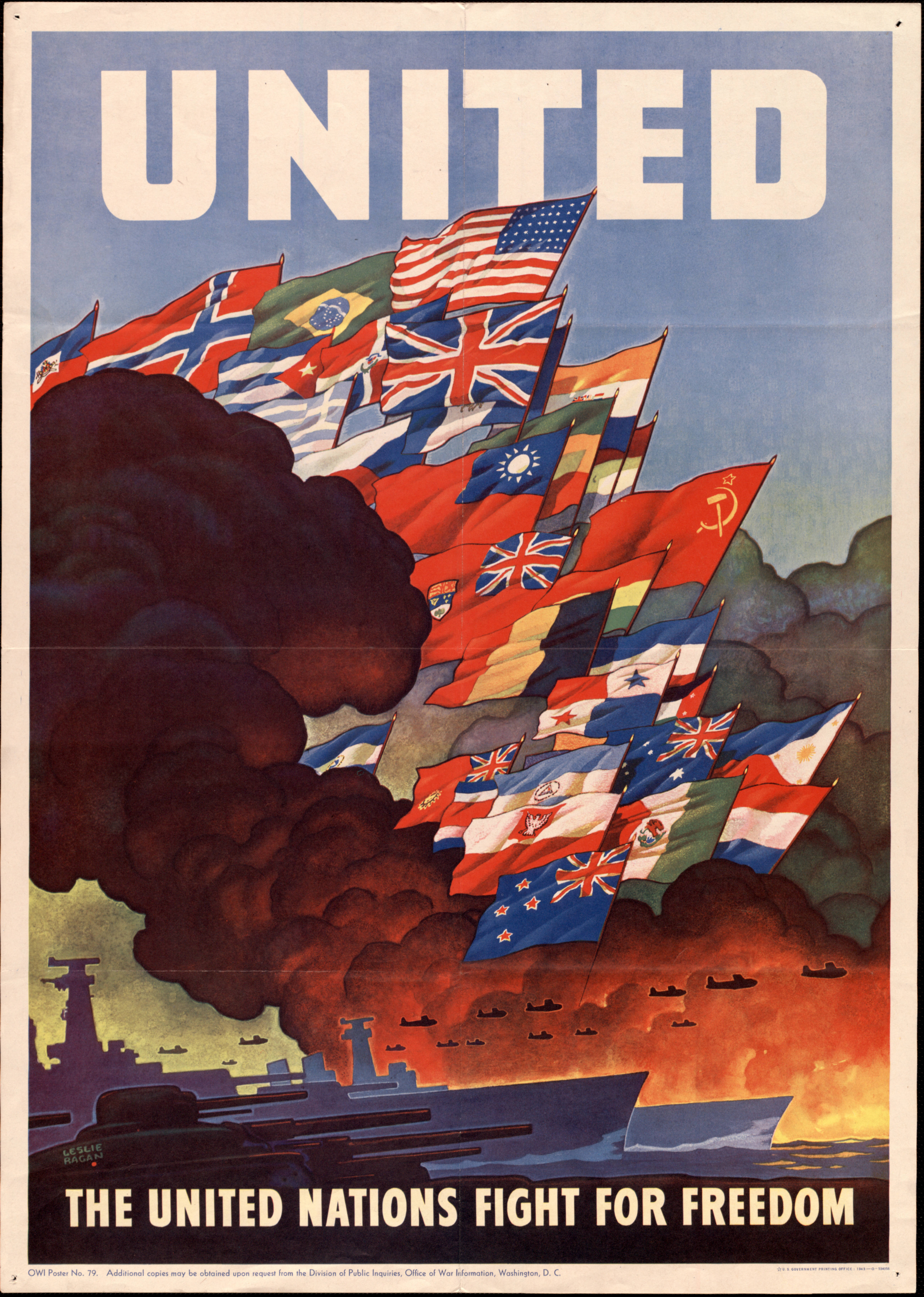
Oorlogsposter 1943 voor de United Nations

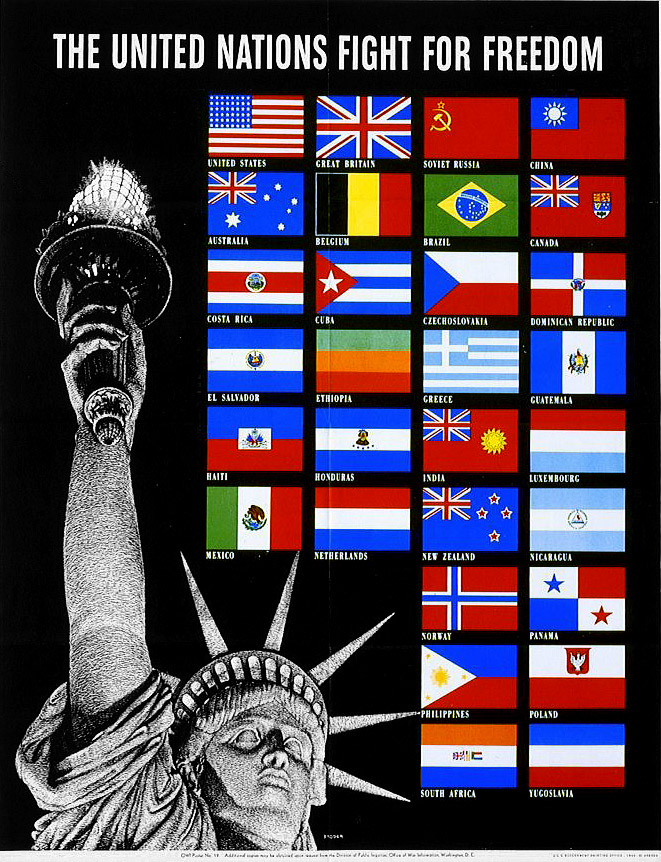
Oorlogsposter voor de United Nations

De partijen beloofden het Atlantisch Handvest te handhaven, al hun middelen in te zetten in de oorlog tegen de asmogendheden, en dat geen van de ondertekenende naties zou proberen te onderhandelen over een afzonderlijke vrede met Duitsland of Japan op dezelfde manier als de naties van de Triple Entente waren overeengekomen om niet te onderhandelen over een afzonderlijke vrede met een of alle centrale mogendheden in de Eerste Wereldoorlog onder het Eenheidspact.